# Catocala xanthophaea
Catocala xanthophaea là một loài bướm đêm trong họ Erebidae.